# Spring Hill (Indiana)
Spring Hill – miasto w Stanach Zjednoczonych, w stanie Indiana, w hrabstwie Marion.